# Bresničić
Bresničić (en serbe cyrillique : Бресничић) est un village de Serbie situé dans la municipalité de Prokuplje, district de Toplica. Au recensement de 2011, il comptait 220 habitants.

## Démographie

### Évolution historique de la population
| 1948 | 1953 | 1961 | 1971 | 1981 | 1991 | 2002 | 2011 |
| ---- | ---- | ---- | ---- | ---- | ---- | ---- | ---- |
| 899  | 871  | 650  | 576  | 467  | 337  | 261  | 220  |

|  |